# Рапаитяне
Рапа (rapa, в русскоязычных источниках рапаанцы, рапаитяне), — коренное население острова Рапа-Ити во Французской Полинезии, относящееся к группе полинезийских народов. Проживают также на островах Тубуаи и Таити. Некоторые исследователи видят в рапа только этническую группу тубуайцев, но серьёзные отличия языка рапа от языков островов архипелага Тубуаи опровергает эту теорию.

## Численность
Вся история народа рапа — это не всегда успешная борьба за существование продолжавшаяся с древних времён вплоть до XX в. Исследовательская группа новозеландца А.Дж. Андерсона из Австралийского национального университета в Канберре, планомерно ведущая изучение Рапа-Ити с 2005 г. установила, что снижение численности населения началось задолго до прибытия европейцев. Интенсивная эксплуатация почв и подсечно-огневое земледелие для выращивания таро быстро привели островитян к экологической катастрофе. Уничтожение лесов и эрозия почв разрушили основы сельского хозяйства рапа и заставили население отступить от побережья в глубь острова, в горы, где разбившись на небольшие племенные группы они боролись за обладание оставшимися ресурсами. Когда первый европеец — английский мореплаватель Джордж Ванкувер 22 декабря 1791 г. сошёл на берег острова Рапа-Ити, по его подсчётам, численность местного населения составляла 1500—2000 человек. В течение двух десятилетий после прибытия европейцев численность рапа сократилась с 2000 до 300 человек, вследствие принесённых на остров инфекционных заболеваний, причём только за короткий период с 1826 г. по 1829 г. от болезней погибло 1500 рапа, а к 1851 г. оспа и дизентерия оставили в живых всего 70 человек. В 1867 г. на момент установления над Рапа-Ити французского протектората на острове проживало 120 рапа. Только когда 6 марта 1881 г. Франция объявила об аннексии острова и рапа перешли под французский суверенитет стали наблюдаться тенденции к увеличению численности островитян, максимум достигнут в 1996 г., когда численность рапа достигла 521 человека. В начале XXI в. снижение численности островитян возобновилось, что связано с тем, что молодёжь старалась покинуть свою отрезанную от мира общину в поисках работы. Согласно данным всеобщей переписи численность рапа составляла: в 2002 г. — 497 человек, в 2007 г. — 482 человека. В последнее время тенденция к убыли населения прекратилась и даже наметился небольшой прирост, по данным последней переписи населения, проведённой французской администрацией в 2012 г. численность рапа составила 520 человек. Большинство рапа проживают в двух населённых пунктах острова Рапа-Ити, около 350 человек в посёлке Ауреи (рапа Ha’uréi) и около 130 человек в деревне Ареа (рапа 'Area), остальные пребывают за пределами острова, в основном на Таити.

## Язык
Рапаитянский язык или рапа (rapan, эндоэтноним — Рео Рапа или Рео Опаро) относится к полинезийской группе австронезийской языковой семьи. Внутри полинезийской группы язык рапа относят к восточно-полинезийским языкам, которые, в свою очередь, входят в подгруппу ядерно-полинезийских языков. Хотя ряд исследователей видит в нём один из диалектов языка тубуаи, рапа заметно отличается от остальной части языков в своей группе и имеет достаточно оснований для выделения в отдельную категорию. Рапаитянский имеет общие черты с таитянским, маркизским и тубуаи, но почти 700 лет языковой изоляции, связанной с крайней удалённостью острова Рапа-Ити, сформировали особые языковые формы. Язык рапа — является основным языком общения на Рапа-Ити, хотя большинство детей и молодёжи свободно владеют французским. Язык находится под угрозой исчезновения, что связано, в основном, с жёсткой языковой политикой французского правительства. Во Французской Полинезии официальным языком является французский, рапа не имеет официального статуса, соответственно его преподавание в школах запрещено, также запрещено использование его в средствах СМИ, что заставляет рапаитян в большей степени использовать язык метрополии, чем свой собственный. Кроме того, язык рапа на протяжении долгого времени подвергался мощному влиянию таитянского, что привело к большому количеству заимствований. Большинство молодых рапаитян покидают родной остров, отправляясь в поисках работы в другие места, в основном на Таити, где используют для общения таитянский или французский языки, кроме того, язык рапа По состоянию на 2008 год языком рапа владел 521 человек, при этом для постоянного общения его использовали не более 300. Письменность на основе латинского алфавита.

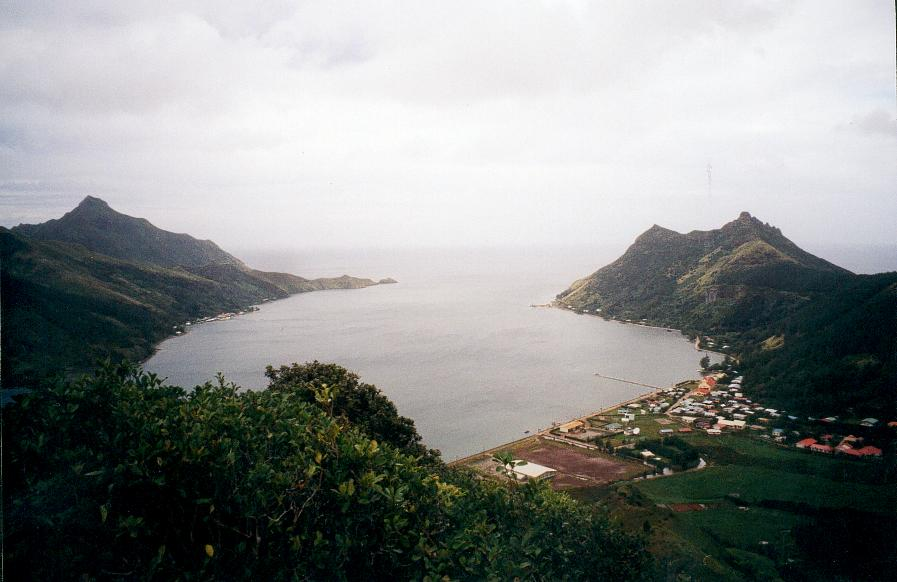
деревня Ахуреи — в которой проживает большинство рапаитян.

## История
Первые полинезийские поселенцы — предки современных рапа прибыли на остров в XIII веке в процессе освоения и заселения островов Тубуаи, Фиджи, Тонга и Самоа. Австралийские учёные из группы А.Дж. Андерсона с помощью радиоуглеродного датирования, в том числе биологических останков в болотах острова Рапа-Ити, установили время колонизации острова около 1200 г. Полинезийские переселенцы нашли здесь прекрасные условия для жизни, так, что население острова постоянно растёт. Мифы и предания острова Рапа-Ити дошли до нас в сильно упрощённом виде в передаче христианских миссионеров с Таити, поэтому легенды о происхождении человека на острове сильно сокращены. По местному преданию, первым человеком на острове Рапа-Ити был сам бог Тики, приплывший сюда с легендарной прародины всех полинезийцев Гаваики (рапа 'Аваики). Он вступил в брак с местной женщиной, и она родила ему двух дочерей. Дочери Тики, собирая на берегу океана моллюсков, натолкнулись на щупальце моллюска, представлявшее собой фаллос Тики. Обе они забеременели, и одна из них родила сына, а другая — дочь. Сын одной из них по имени Тама-тики (сын Тики) женился на своей двоюродной сестре. От них и произошли все рапа. В каждом мифе о сотворении мира, где фигурируют один мужчина и одна женщина, неизбежно происходит кровосмешение. Полинезийцы осознали эту биологическую необходимость, и на большинстве островов в мифах о сотворении мира Тики совершает кровосмешение со своей дочерью. В отличие от распространённого штампа на Рапа-Ити инцест прикрывается моллюском. В легендах Рапа-Ити, как это присутствует, например, на ближайших островах Раротонге и Тубуаи, естественно было найти упоминание о культурном герое Хиро, великом мореплавателе. Но хотя на острове известна местная форма его имени — 'Иро, с ним не связано никаких мифов. Между тем предания всех других полинезийских островов изобилуют сообщениями о плаваниях великого морехода, который с архипелага Общества предпринимал путешествия к островам на востоке, юго-востоке, юге и на юго-западе, Хиро знают даже в Новой Зеландии, хотя он и не достиг её, но слава о нём была занесена на этот отдалённый остров полинезийскими поселенцами. Большую поддержку с недавнего времени получила теория, отождествляющая Рапа-Ити с мифическим островом Хива (Hiva), из легенд острова Пасхи, с которого прибыли предки этих знаменитых островитян и даже с легендарной Гаваикой — прародиной всех полинезийцев. Сведения о религии, которую исповедовали рапаитяне до принятия христианства мы можем почерпнуть от преподобного Дэвиса, посетившего Рапа-Ити с миссионерской целью в 1826 г. Он утверждал, что на острове была распространена та же религия, что и на Таити, но без пышного ритуального оформления. На Рапа-Ити не было архитектурных храмовых сооружений, не обнаружено никаких каменных или деревянных скульптур божеств. Несколько камней считалось жителями святыней, обладающей магической силой, а главные боги Папаруа и Поере олицетворялись в виде различных предметов. Папаруа изображался из волокна кокосового ореха в виде небольшого бочонка длиной в 5-7 см, с ним советовались во время войн и болезней и обращались за помощью при охоте на черепах. Поере олицетворялся в виде камня, длиной в 0,3 м, установленным на земле. Этот бог содействовал изобилию пищи и задерживал весенние воды. Вероятно, он был также богом-покровителем ремесленников, потому что к его помощи обращались обычно при спуске на воду лодок и при постройке домов. Поере приписывалось также исцеление больных, для чего ему приносилась в жертву рыба. В мифологии Рапа-Ити не встречаются общие для всех полинезийцев божества Те Туму, Атеа, Фа’ахоту и великие старшие боги — Тане, Ронго и Тангароа, зато известен целый ряд младших семейных богов. Очевидно, здесь не было организованного жречества, чем и объясняется такая скудная мифология. Широко распространённые термины «тохунга» и «таура» (у большинства полинезийских племён было две категории жрецов: официальные служители богов — тохунга, состоявшие при храмах и святилищах и «вольно практикующие» жрецы — таура, тауа, каула, применявшие шаманские приёмы приведения себя в экстаз, чтобы боги ниспослали им «вдохновение») обозначающие жрецов в языке рапа отсутствуют.
На Рапа-Ити слишком холодно для выращивания хлебных деревьев, кокосовых пальм и пизангов (райская смоковница или малайский банан). Кроме того, Рапа-Ити — это единственный полинезийский остров на который древние первооткрыватели почему-то не завезли с собой ни свиней, ни собак, ни домашней птицы, только вездесущие крысы пробрались сюда на каком-то старинном судне. Несмотря на это, до прибытия европейцев, рапаитяне успешно приспособлялись к своеобразным местным условиям. Все пригодные для обработки земли использовались для выращивания таро. Заквашивание таро в ямах обеспечивало жителям постоянные запасы продовольствия. Древние семьи развились в группы, а затем превратились в племена, которые ещё позднее распались на более мелкие племенные группы. Племена назывались по имени своих предков. К имени прибавлялась приставка нгате (нгати) и нгаи, точно так же как в Новой Зеландии. С ростом населения начали возникать столкновения между племенами. На господствующих горных вершинах начали строить укрепления, которые служили не только для обороны, но и для охраны посевов и наблюдения за соседними племенами. Самыми удобными местами для укреплений были острые горные вершины с крутыми склонами. Такое расположение гарантировало невозможность массовой атаки широким фронтом. Для крепости обычно выбирали острую вершину; её выравнивали и устраивали наверху площадку. Склоны стесывали при помощи заострённых роющих орудий из дерева и грубых тесел из базальтовой дайки до тех пор, пока не образовывалась вторая терраса, достаточно широкая для размещения жилищ. Военные строители тех времён сооружали целую систему террас с неизменной задней стеной. Самые острые части горы у вершины выравнивались, а склоны стесывались, чтобы увеличить крутизну над пропастью. Для усиления обороны по обе стороны от крепости прорывались глубокие канавы. Террасы устраивались также на отрогах, которые подводили к крепости. Там располагались дома и аванпосты для обороны. На выступающих камнях вытесывали ступени, по которым защитники могли отступать с террасы на террасу. Внутри самого укрепления на случай осады вырывали ямы, где скапливались запасы дождевой воды. Кроме того, поблизости от укрепления в нижней части склона находился охраняемый источник. На верхней террасе укреплённой вершины была резиденция верховного вождя — арики, который во время войны становился главнокомандующим. Нападающие могли атаковать крепость только с одной стороны. Находясь на господствующем пункте, вождь мог перебросить силы обороняющихся в угрожаемое место. В условиях рукопашной борьбы укрепление, господствующее над всей округой, было идеальной позицией для командующего обороной. Горные укрепления Рапа-Ити носили названия паре или па. К этому названию добавляли ещё маунга (гора) или тамаки (война). Возможно, что фортификация получила такое необычайное развитие на Рапа-Ити благодаря географическим особенностям острова. Самая высокая крепость острова Карере находилась на высоте 1460 футов. Великолепным образцом оборонительных сооружений была крепость Те Ваитау, расположенная на высоте 840 футов. Самой знаменитой из рапаитянских крепостей является, конечно, Моронго Ута, раскопки которой производил в 1956 г. Тур Хейердал. Горные укрепления рапа являются уникальными сооружениями во всей Французской Полинезии, австралийская экспедиция выявила на Рапа-Ити остатки 15 городков — крепостей, углеродный анализ позволил установить даты их постройки между 1450 и 1550 г.г, что позволило им высказать предположение о существовании в тот период 14 племён рапа, каждое из которых имело свою территорию и крепость. Тур Хейердал, проводя исторические изыскания на острове Рапа-Ити, пытался найти связь рапа с рапануйцами, жителями острова Пасхи. Он высказал предположение, что Рапа-Ити был заселён рапануйцами, бежавшими со своей родины и давшими острову его нынешнее название Рапа-Ити («Маленький Рапа») по аналогии со своей родиной — Рапа-Нуи («Большой Рапа»), основная же теория Хейердала заключалась в первоначальном заселении островов Тихого океана выходцами с побережья Южной Америки, а полинезийцы, по его мнению, прибыли на острова гораздо позднее. Однако другой исследователь Полинезии Эрик Бишоп довольно успешно доказал, что несмотря на активный культурный обмен между жителями Южной Америки и Океании, полинезийцы были первоначальным населением островов.

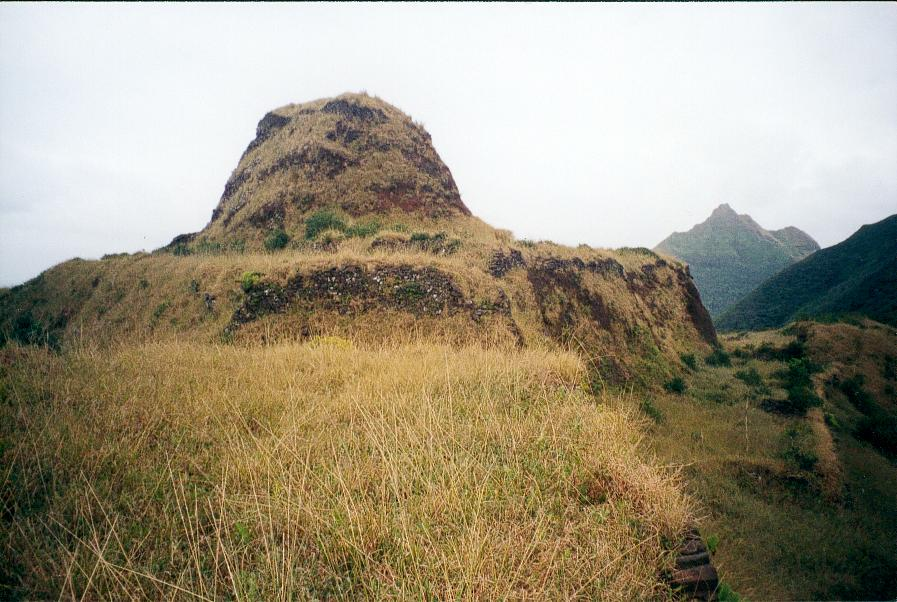
город-крепость Моронго Ута.

Первым европейцем, увидевшим рапаитян был английский капитан Джордж Ванкувер, ступивший на остров 22 декабря 1791 года во время исследовательского плавания на борту барка «Дискавери». В то время население Рапа-Ити составляло около 2000 человек. Они были разделены на 14 племён, которые часто воевали друг с другом. Ванкувер с восторгом отзывался о местной материальной культуре, особенно он был поражён, увидев каноэ рапа, сделанные из множества маленьких кусочков древесины сшитых вместе, оснащённые парусами и вмещавшие по 25-30, а то и 40 воинов, местные скульпторы покрывали резьбой ту часть кормы каноэ, которая возвышалась над поверхностью воды. Ванкувер писал по этому поводу: «Их изобретательность и упорный труд приводят в восторг». Такая похвала — редкость в устах европейца. Христианство пришло на Рапа-Ити в 1826 году, когда шестеро таитян были посланы туда в качестве миссионеров во главе с преподобным Джоном Дэвисом. Дэвис оценивал население острова в 2000 человек, но корабль, доставивший миссионеров, завёз вместе с ними и эпидемические заболевания. Французский коммерсант и собиратель полинезийского фольклора Жак-Антуан Моренхаут, посетивший Рапа-Ити через 8 лет в 1834 г., сообщил, что население сократилось до 300 человек, таков был результат появления на острове венерических и эпидемических заболеваний. В шестидесятые годы XIX века рапаитяне подвергались набегам перуанских судов, которые якобы вербовали полинезийских островитян на работу по добыче гуано на островах у побережья Перу, а фактически занимались работорговлей. В 1863 г., по требованию Франции, Перу обязалось вернуть островитян на родину, но на борту судна, развозившего на родину жителей Тонга, Токелау и Манихики, которые были завербованы перуанскими работорговцами, вспыхнула эпидемия оспы и холеры. Капитан и матросы, спасая свои жизни, высадили больных на острове Рапа-Ити. Рапа едва не вымерли, в 1864 году в живых осталось только 130 человек. В 1867 году над Рапа-Ити был установлен французский протекторат. Организация англичанами в порту Ауреи угольной станции для загрузки своих судов, следующих в Новую Зеландию и Австралию, послужила сигналом для аннексии острова Францией 6 марта 1881 года. Титул местного вождя был упразднён 18 июня 1887 года.

## Быт и хозяйство

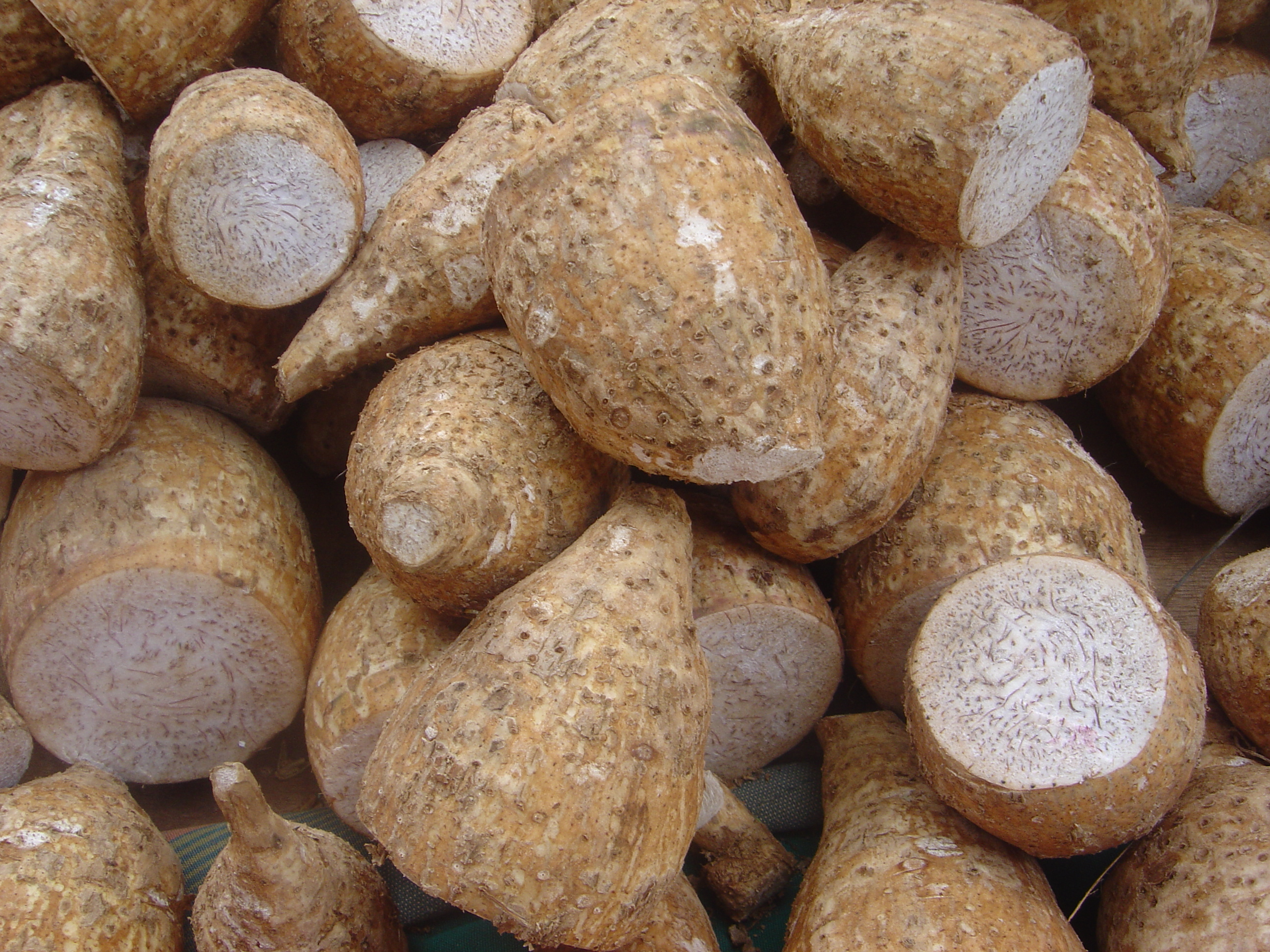
Клубни таро — основной продукт питания рапа.

Большинство современных рапа занимаются рыболовством, из продовольственных культур, как и сотни лет назад, на острове разводят таро, бананы, сладкий картофель, ямс и горные яблоки. Таро заквашивается в ямах, как плоды хлебного дерева на Маркизских островах, и составляет основную пищу жителей. Его заворачивают в листья и пекут в земляных печах, а затем превращают в тестообразную массу с помощью каменных пестиков. Хорошо размешанное тесто заворачивается в листья и развешивается на деревьях. Женщины численно превосходят мужчин и выполняют большую часть тяжёлой работы. Они работают в поле, переносят в дом запасы продовольствия и готовят еду. Они даже прислуживают мужчинам в обеденное время и кладут им пищу в рот. Наблюдавший этот обычай в 1923 г. английский исследователь Макмиллан Браун пришёл к заключению, что на мужчин налагалось табу, и они не имели права прикасаться к еде собственными руками. Но вполне возможно, что дело не в табуации, а в историческом обычае служения мужчине, аналогичный обычай сложился, например, на Мангареве.

## Религия
Большая часть рапа — христиане, 75 % от общего числа которых — католики, 15 % — протестанты-евангелисты, 10 % — не относят себя ни к одной из конфессий. В результате активной работы в XIX в. католических миссионеров Таитянского викариатства, местные верования были искоренены и обычаи их населением утрачены.

## Музыка
Остров Рапа-Ити славится своим знаменитым хоровым ансамблем, носящим название «Таитянский хор». В ансамбле 126 певцов — мужчин и женщин, что составляет примерно треть островитян, то есть практически всё взрослое население острова. Их песни представляют собой традиционные полинезийские музыкальные спектакли (himene) и являются продуктом смешения европейских христианских гимнов с традиционной музыкой Полинезии. Считается, что песни исполняются на таитянском языке, видимо благодаря названию, которое придумал для ансамбля французский продюсер, на самом деле хор поёт на своём родном языке рапа. Исследователи предполагают, что рапа имели песенные традиции ещё до прибытия христианских миссионеров, и по сей день рапаанские песни представляют собой устную историю их культуры. Произведения «Таитянского хора» стали известны благодаря французскому джазовому исполнителю Паскалю Нэбету-Мейеру, который сделал в 90-е годы XX в. для полинезийской музыки тоже, что в своё время Рай Кудер для кубинской — записал её и успешно популяризировал в мире. «Таитянский хор» на сегодняшний день выпустил два музыкальных альбома и одно переиздание. Записи произведений хора производит Нэбет-Мейер, являющийся его продюсером. Нэбет-Мейер, собирая материалы о музыке рапа, обнаружил самую старую известную запись песен в их исполнении, сделанную на восковом валике 1906 г., которая хранится теперь в Музее Бишопа на Гавайях.
Дискография «Таитянского хора»: Рапа-Ити (1992), Triloka Records; Рапа-Ити, Vol. 2 (1994), Shanachie; Рапа-Ити (2004), Soulitude / переиздание с бонус-треком, расширенное.